# ユン・ガンチョル
ユン・ガンチョル（Yun Kang Chul、윤강철）は大韓民国ソウル出身のプロレスラー、総合格闘家。

## 経歴
新韓国プロレスでデビューをし、以後日本でもたびたび試合を行っている。韓国では特殊部隊にいた。新韓国プロレスの代表でもある。2015年12月5日のREAL03に参戦。2018年9月28日には西村修からNKPWA世界ヘビー級王座のタイトルを奪取した。2023年2月26日にIMPACTベア・ナックルMMA初代無差別級王座のタイトル戦で田馬場貴裕に敗れてタイトルを失う。

## タイトル歴
- NKPWA世界ヘビー級王座 : 2回[7]